# Albina du Boisrouvray
Albina du Boisrouvray (* 2. Juli 1942 in Neuilly-sur-Seine) ist eine französische Journalistin, Filmproduzentin und Gründerin von FXB International.

## Leben
Albina du Boisrouvray stammt mütterlicherseits aus der Familie des bolivianischen Zinn-Barons Simón I. Patiño. Sie studierte Psychologie und Philosophie an der Sorbonne in Paris. Danach arbeitete sie als Journalistin für Le Nouvel Observateur und berichtete über internationale Themen wie den Tod von Che Guevara. 1969 gründete sie Albina Productions, eine Produktionsfirma, die mehrere Filme produzierte. Sie machte über 22 Filme in 17 Jahren. 1970 gründete sie zusammen mit Juan Goytisolo die Literaturzeitschrift Libre. Sie übernahm 1980 den Vorsitz der SEGH, der Immobilien- und Hotelmanagementgruppe ihrer Familie.
1989 gründete sie nach dem Tod ihres Sohnes Francois-Xavier Bagnoud die Association François-Xavier Bagnoud (später FXB International), eine internationale Nichtregierungsorganisation, die sich mit der AIDS-Krise und deren Waisenkindern befasst. Die Organisation hat in mehr als 100 Ländern über 17 Millionen Menschen geholfen. Später erweiterte sie ihre Arbeit von der Unterstützung von Kindern, die von AIDS betroffen sind, auf alle Familien, die Unterstützung brauchen, um aus der extremen Armut herauszukommen und sich selbst zu versorgen.
1992 errichtete du Boisrouvray das FXB Center for Health & Human Rights an der Harvard School of Public Health.
2022 veröffentlichte sie ihre Autobiografie Le Courage de vivre.

## Auszeichnungen
1985 wurde sie zum Chevalier des Arts et des Lettres ernannt. 1993 verlieh ihr die Universität Michigan den Titel Doctor of Humane Letters Degree. Im Jahr 1996 wurde sie von der Harvard University zum John Harvard Fellow ernannt. Im September 1999 erhielt sie anlässlich der zweiten Konferenz über globale Strategien zur Verhinderung der HIV-Übertragung von Müttern auf Kleinkinder einen Sonderpreis für die "Bekämpfung der HIV/AIDS-Waisenkrise".
2001 erhielt sie von der französischen Regierung den Orden Chevalier de la Légion d’Honneur für ihre Pionierarbeit bei Projekten der häuslichen Palliativpflege. Im Jahr 2002 erhielt sie zusammen mit Xanana Gusmão, dem Präsidenten von Osttimor, den Nord-Süd-Preis des Europarats. Im Jahr 2003 verlieh ihr die University of Medicine and Dentistry of New Jersey den Titel "Doctor of Human Letters Degree". Im selben Jahr erhielt du Boisrouvray auf der 4. Internationalen AIDS-Konferenz in Indien den "Lifetime Achievement Award".
Am 12. Juli 2004 erhielt du Boisrouvray den Preis der thailändischen Komol-Keemthong-Stiftung für herausragende Persönlichkeiten des Jahres 2004. Die Auszeichnung wurde ihr für ihre Verdienste in Thailand und Myanmar in den Bereichen Schutz der Rechte von Kindern und Frauen, Bildung, Berufsausbildung und Unterstützung von HIV- und AIDS-infizierten Kindern in den Familien verliehen.
Im April 2009 überreichte der französische Staatspräsident Nicolas Sarkozy du Boisrouvray den Ordre National du Mérite. Am 11. Juni 2009 wurde sie mit dem Sonderpreis der BNP Paribas Jury ausgezeichnet. Der Preis wurde in Anerkennung von du Boidrouvrays 20-jährigem Einsatz für AIDS-Waisen und gefährdete Kinder verliehen.
2014 verlieh das Kalinga Institute of Social Sciences (KISS) du Boisrouvray den KISS Humanitarian Award, mit dem Personen ausgezeichnet werden, die einen außergewöhnlich hohen Beitrag zur Gesellschaft leisten und sich als Humanisten hervorgetan haben.
2019 verlieh der Verwaltungsrat der Jodhpur School of Public Health in Indien de Boidrouvray den Excellence in Global Public Health Diplomacy Award in Anerkennung ihrer Arbeit in Rajasthan seit 1996.
2022 erhielt sie den Literaturpreis Gonet für ihre Autobiografie Le Courage de vivre.
Der Asteroid (8005) Albinadubois wurde nach ihr benannt.

## Werk
- Le Courage de vivre, Flammarion, 2022. Vorwort von Daniel Rondeau, ISBN 978-2-08-025131-2.

## Filmografie (Auswahl)
- 1976: Die Frau am Fenster (Une femme à sa fenêtre)
- 1978: Und jetzt das Ganze nochmal von vorn (Je suis timide mais je me soigne)